# Nicola Tiggeler
Nicola Tiggeler (Hannover, 1º aprile 1960) è un'attrice, cantante e danzatrice tedesca.
Sposata e con due figli, Nicola lavora sia in teatro ha recitato nelle Nozze di Figaro che in televisione ha interpretato dal 2006 al 2014 il ruolo di Barbara Von Heidenberg nella soap opera Tempesta d'amore.

## Filmografia parziale
- Happy Holiday – serie TV (1993)
- Faber l'investigatore (Der Fahnder) – serie TV, 23 episodi (1994-1996)
- Zwischen Tag und Nacht (1995)
- Der Mond scheint auch für Untermieter (1995)
- Eine Frau wird gejagt (1995)
- In aller Freundschaft – serie TV, episodi 1x12-6x34 (1999-2004)
- Il nostro amico Charly (Unser Charly) – serie TV, 29 episodi (2000-2002)
- Die Rosenheim-Cops – serie TV, episodi 4x06-11x29-15x29 (2005-2016)
- Tempesta d'amore (Sturm der Liebe) – serial TV, 545 puntate (2006-2014)
- Un ciclone in convento (Um Himmels Willen) – serie TV, episodi 13x08-17x08 (2014-2018)
- Rosamunde Pilcher - L'eredità di nostro padre (Rosamunde Pilcher: Das Vermächtnis unseres Vaters), regia di Marco Serafini – film TV (2018)

## Doppiatrici italiane
Nelle versioni in italiano delle opere in cui ha recitato, Nicola Tiggeler è stata doppiata da:
- Laura Boccanera in Il nostro amico Charly
- Anna Radici in Tempesta d'amore
- Claudia Razzi in Rosamunde Pilcher - L'eredità di nostro padre